# Inou-Battle wa Nichijou-kei no Naka de
When Supernatural Battles Became Commonplace (japonês: 異能バトルは日常系のなかで, Hepburn: Inō-Batoru wa Nichijō-kei no Naka de), também conhecido no Japão como Inou Battle Within Everyday Life e Inou-Battle in the Usually Daze, é uma light novel japonesa de Kota Nozomi com ilustrações de 029. SB Creative publicou doze volumes desde 2012 sob sua revista GA Bunko até o seu final em 2016. Uma adaptação em mangá por Kōsuke Kurose começou a ser serializada pela revista da Kadokawa Shoten Comp Ace em setembro de 2013. Uma adaptação em anime foi feita pelo Studio Trigger indo ao ar no Japão de outubro de 2014 a dezembro de 2014.

## Enredo
A história foca no clube de literatura da escola Senkō, cujos cinco membros - Jurai, Tomoyo, Hatoko, Sayumi e Chifuyu - conseguiram de alguma forma desenvolver superpoderes. Os superpoderes já se tornaram uma parte da sua vida cotidiana, enquanto lutam contra outras pessoas empunhando poderes semelhantes.

## Personagens

### Clube de Literatura
Jurai Andō (安藤 寿来, Andō Jurai)
Dublado por: Mamoru Miyano (drama CD), Nobuhiko Okamoto (anime)
O protagonista principal, que tem um caso notável de 'chunibyo' (síndrome da oitava série), que ele mantém mesmo após obter superpoderes reais. Como tal, ele é o único que dá nomes aos poderes de todos, grafados com caracteres kanji, mas têm leitura inglesa. Seu poder é "Dark and Dark" (黒焰（ダークアンドダーク）, Dāku ando Dāku, lit. "Black Flame"), que é uma chama negra aparentemente fria e inútil. Mais tarde, ele desperta uma versão melhorada chamado "Dark e Dark of the End", que queima a mão de seu usuário com uma chama inextinguível, a única maneira de impedir é cortar a mão fora.
Tomoyo Kanzaki (神崎 灯代, Kanzaki Tomoyo)
Dublada por:Asami Imai (drama CD), Haruka Yamazaki (anime)
Uma menina de cabelos vermelhos que está constantemente confusa com as palhaçadas de Jurai e tem sentimentos por ele. Seu poder é "Closed Clock" (永遠 (ク ロ ー ズ ド ク ロ ッ ク), Kurōzudo Kurokku, lit. "Eternity"), que permite a ela acelerar, desacelerar ou parar o tempo. Ela não consegue retroceder o tempo.
Hatoko Kushikawa (櫛川 鳩子, Kushikawa Hatoko)
Dublada por:Hisako Kanemoto(drama CD), Saori Hayami (anime)
Uma menina cabeça de vento educada, que muitas vezes leva as palhaçadas de chunibyo de Jurai a sério. Ela também é amiga de infância de Jurai e tem sentimentos por ele. Seu poder é "Over Element" (五帝（オーバーエレメント）, Ōbā Eremento, lit. "Five Emperors"), dando-lhe a capacidade de manipular cinco elementos principais; terra, água, fogo, vento e luz. Ela pode usar estes elementos simultaneamente para criar uma variedade de efeitos (ex: misturar terra e fogo e criar magma).
Sayumi Takanashi (高梨 彩弓, Takanashi Sayumi)
Dublada por: Yumi Hara (drama CD), Risa Taneda (anime)
A presidente do clube de literatura. Ela é normalmente vista lendo livros e parece ter sentimentos por Andou. Seu poder é "Root of Origin" (始原（ルートオブオリジン）, Rūto obu Orijin, lit. "The Beginning"), em que qualquer um ou qualquer coisa que ela toca retorna ao seu estado original, embora a natureza exata desta permanece vaga.
Chifuyu Himeki (姫木 千冬, Himeki Chifuyu)
Dublada por:Rie Kugimiya (drama CD), Nanami Yamashita (anime)
Aluna do ensino fundamental e sobrinha da conselheira. Seu poder é "World Create" (創世（ワールドクリエイト）, Wārudo Kurieito, lit. "Genesis"), permitindo-lhe criar matéria e espaço em si. Ela também pode tocar em memória da terra para criar a matéria que ela nunca viu antes.

### Outros
Mirei Kudō (工藤 美玲, Kudō Mirei)
Dublada por: Kana Asumi(drama CD) Kaori Fukuhara (anime)
O presidente do concelho estudantil, que desenvolve a sua própria capacidade. Sua capacidade é "Grateful Robber" (強欲（グレイトフルラバー）, Gureitofuru Rabā, lit. "Greed"), o que lhe permite roubar qualquer capacidade que ela testemunha ser ativada. Ela inicialmente confundiu uma carta de Jurai com uma confissão de amor (devido ao ladrão e amante ter a pronúncia Raba) e se apaixona por ele. Mesmo após ser rejeitada, ela continua a ser amiga de Jurai.
Hajime Kiryū (桐生 一, Kiryū Hajime)
Dublado por:Tomokazu Seki (drama CD) Takuma Terashima (anime)
Meio-irmão mais velho de Tomoyo que saiu de casa há um ano. Como Jurai, ele também é bastante 'chunibyo'. Sua capacidade é "Pinpoint Abyss".
Hitomi Saito (斉藤 一十三, Saitō Hitomi)
Dublada por: Ayumi Fujimura
Segundo comando da quadrilha de Hajime.
Reatier (リーティア, Rītia)
Dublada por: Yuka Ōtsubo (drama CD) Sayuri Hara (anime)
Madoka Kuki (九鬼 円, Kuki Madoka)
Dublada por: Emiri Katō
A melhor amiga de Chifuyu e colega de classe na escola primária, que ela apelida de "Cookie". Madoka uma vez entrou em uma briga com Chifuyu, Chifuyu entrega um presente a ela para fazer as pazes.
Shizumu Sagami (相模 静夢, Sagami Shizumu)
Dublado por: Yoshimasa Hosoya
Um menino da escola que constantemente é abandonado pelas meninas, devido ao seu comportamento otaku. Apesar de ambos gostarem de anime, ele e Jurai não se dão bem.
Shiharu Satomi (里見 詩春, Satomi Shiharu)
Dublada por: Kaori Nazuka
Conselheira do clube literário e tia de Chifuyu, que muitas vezes traz Chifuyu ao clube devido a sua agenda lotada.
Maiya Takanashi (高梨 舞矢, Takanashi Maiya)
Dublada por: Sumire Morohoshi
Irmã mais nova de Sayumi.

## Light novels
O Primeiro volume da light novel foi publicado em 16 de junho de 2012 pela SB Creative sob a revista GA Bunko. Em novembro de 2014, nove volumes foram publicados.

## Opening
"OVERLAPPERS" de Qverktett:II (Haruka Yamazaki, Saori Hayami, Risa Taneda, e Nanami Yamashita)

## Ending
"You Gotta Love Me!" by Kato＊Fuku (Emiri Katō e Kaori Fukuhara).